# NGC 5233
NGC 5233 is een spiraalvormig sterrenstelsel in het sterrenbeeld Jachthonden. Het hemelobject werd op 3 mei 1785 ontdekt door de Duits-Britse astronoom William Herschel.

## Synoniemen
- UGC 8568
- MCG 6-30-47
- ZWG 190.29
- PGC 47895